# Épinglage Zener

Front de changement de phase en interaction avec un gel de particules non-métalliques. Cliquez pour lancer l'animation.

L’épinglage Zener résulte de l’influence d’une dispersion de fines particules sur le mouvement de joints de grain anguleux à travers un matériau polycristallin. Les particules gênent le mouvement de ces joints en exerçant une pression d'épinglage antagoniste. L’épinglage Zener est un effet physique important dans l'élaboration des matériaux : il intervient en particulier dans le traitement thermique, la recristallisation et la croissance de joints de grains.

## Le mécanisme
Un joint est un défaut de la structure d'un cristal : en tant que tel, on lui associe une certaine énergie, qui correspond au travail nécessaire pour le faire disparaître. Lorsqu'un joint, par suite d'un phénomène de changement de phase ou de dilatation thermique, passe autour d'une particule étrangère au cristal, cela crée une discontinuité du front de joint qui ne peut être vaincue que moyennant l'accumulation d'une énergie suffisante : aussi, tandis que le joint progresse normalement à une certaine distance de la particule, il est bloqué au niveau de cette particule. Il s'ensuit un joint de grain présentant un relief caractéristique, où les creux correspondent à l'interception d'une particule.

## Description mathématique

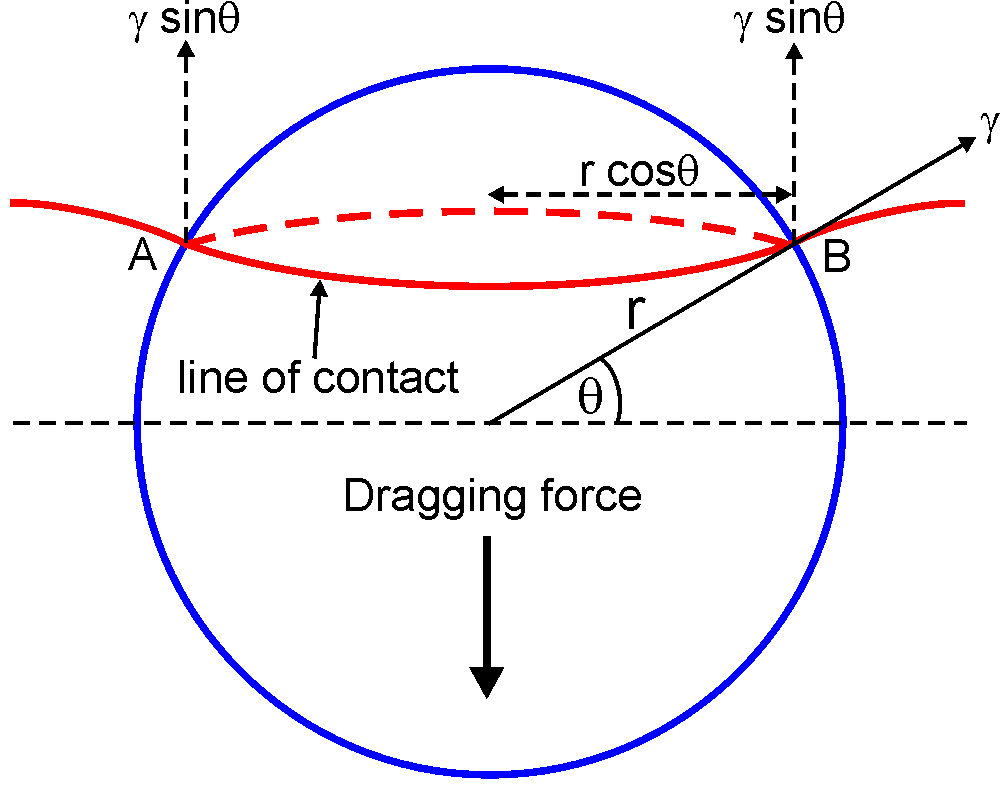
Schéma de l’interaction entre un joint de grain et une particule.

La figure ci-contre illustre un front d'énergie γ par unité de surface qui intersecte une particule étrangère, de rayon r. La force d'épinglage se développe le long de l'interface de contact entre le front et la particule, qui, si les particules sont sphériques (cf. infra), est un cercle de diamètre AB = 2πr cosθ. La force par unité de longueur le long de l'interface est γ sinθ. Par conséquent, la résultante des forces s'exerçant sur l'interface est
{\displaystyle F=2\pi \ r\gamma \ \cos \theta \ \sin \theta .\ \,\!}
La force de blocage maximum intervient pour un angle θ = 45° et son intensité est alors Fmax = πrγ .
Afin de déterminer la résultante de la force d'épinglage provoquée par les particules d'un colloïde, Clarence Zener a posé les hypothèses suivantes :
- les particules sont sphériques.
- Le passage du grain de joint ne modifie pas l'interaction particule-front de joint.
- Chaque particule exerce une force d'épinglement maximale sur le joint de grain qu'importe le contact.
- Les contacts entre particules et le front sont complètement aléatoires.
- La densité des particules à la surface du front est uniforme.

Pour un volume Fv de colloïde formé de particules sphériques identiques de rayon r uniformément distribuées dans l'espace, la densité est 
{\displaystyle N_{total}={\frac {3F_{v}}{4\pi \ r^{3}}}.\,\!}

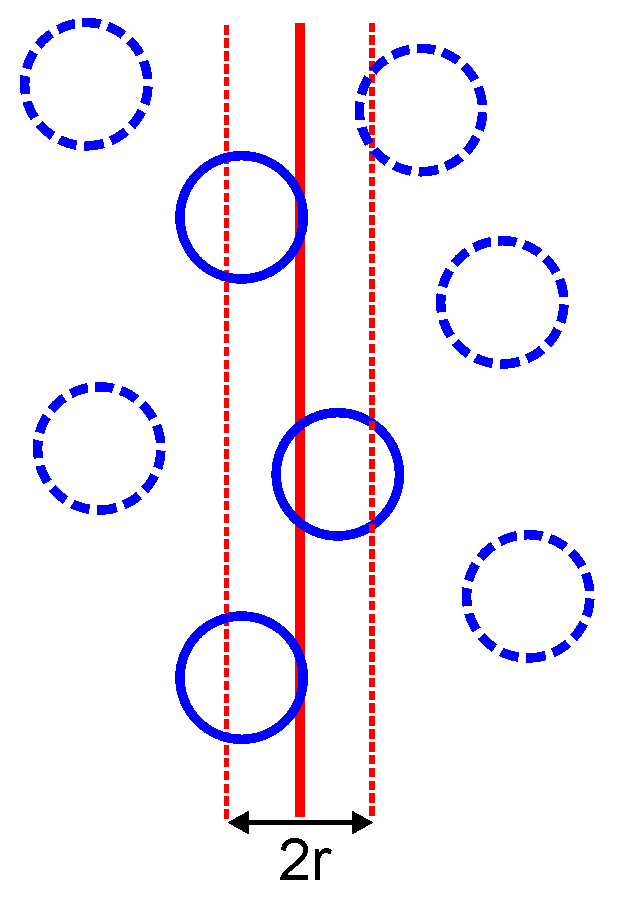
Seules les particules située à moins d'un rayon de distance de l'interface (cercles coloriés) peuvent intersecter un front plan.

Par unité de volume, seules les particules située à moins d'un rayon de distance du front d'interface peuvent intersecter le front. Si ce front est plan, la proportion de particules affectées est :
{\displaystyle N_{interact}=2rN_{total}={\frac {3F_{v}}{2\pi \ r^{2}}}.\,\!}
Si l'on suppose que toutes les particules exercent la force d'épinglage maximum, Fmax, la pression exercée sur l'interface (« pression de Zener ») sera 
{\displaystyle P_{s}=N_{interact}F_{max}={\frac {3F_{v}\gamma \ }{2r}}.\,\!}
On voit que la pression d'épinglage est d'autant plus forte que :
- la densité du colloïde est élevée
- les particules composant le colloïde sont plus fines

La pression de Zener est sensible à l'orientation des joints.

## Simulation numérique
L'épinglage Zener a fait l'objet de multiples travaux de simulation numérique. Pour la modélisation en 3 dimensions, on utilise aussi bien la Méthode de Monte-Carlo que la simulation d'une loi d'évolution d'interface (Phase field models) : il est ainsi possible de reproduire des géométries d'interface assez fidèles aux observations, et d'affiner par là la valeur de la force d'interaction.

Modélisation par une loi d'évolution d'interface de l'interaction entre une particule et un front de recristallisation.

## Source
- (en) Cet article est partiellement ou en totalité issu de l’article de Wikipédia en anglais intitulé « Zener pinning » (voir la liste des auteurs).

## Voir également
- Effet Barkhausen